# Mamadama Bangoura
Mamadama Bangoura (10 novembre 1993) è una judoka guineana.
Partecipò al Giochi Olimpici di Rio de Janeiro 2016 dove fu portabandiera per il suo paese nella cerimonia inaugurale e gareggiò nella categoria fino a 63 kg dove perse al primo turno per ippon contro la rappresentante dell'Ecuador Estefania García.
Terminati i Giochi non fece ritorno in Guinea ma preferì rendersi irreperibile dichiarando la sua volontà di "cercare fortuna" all'estero.